# Shijō
Shijō (四条天皇, Shijō-tennō; 17 marzo 1231 – 10 febbraio 1242) 87º imperatore del Giappone secondo il tradizionale ordine di successione.

## Biografia
Il suo regno ebbe inizio il 26 ottobre 1232 e terminò il 10 febbraio 1242, poco prima della sua morte. Il suo nome personale era Mitsuhito-shinnō  (秀仁親王?, Mitsuhito-shinnō).
Era il primo figlio dell'imperatore Go-Horikawa. Per via della sua giovane età non ebbe figli.